# Théophile Seyrig

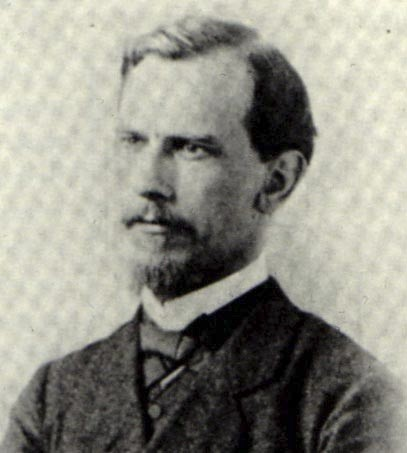
Théophile Seyrig

Théophile Seyrig (Berlijn, 19 februari 1843 – 5 juli 1923) was een Belgisch ingenieur van Duitse afkomst. Hij volgde de École Centrale te Parijs, waar hij in 1865 als beste van zijn klas afstudeerde. Op 6 oktober 1868 stichtte hij samen met Gustave Eiffel de firma G. Eiffel et Cie. In 1879 verliet Seyrig het bedrijf omdat hij ontevreden was over de verdeling van de winst. Hij spande een proces tegen Eiffel aan, dat hij verloor.
Seyrig was onder andere betrokken bij de bouw van het Viaduct de Bouble (1868), het Viaduc de Neuvial (1868), en het Viaduc de Rouzat (1869). In 1877 ontwierp hij in Porto de Maria Pia-brug over de Douro, en hield toezicht op de bouw ervan door G. Eiffel et Cie.
Nadat hij G. Eiffel et Cie in 1879 had verlaten was hij werkzaam bij de Belgische Société Anonyme de Construction et des Ateliers de Willebroeck. Hij ontwierp in Porto de Ponte Luís I (Luis I-brug) over de Douro, die vervolgens onder zijn toezicht werd gebouwd (1881-1886).
Seyrig overleed op 81-jarige leeftijd.